# Организације из игре The Elder Scrolls
У играма из серијала The Elder Scrolls постоји низ организација, такође познате под именом еснафи (енгл. guilds) или фракције (енгл. factions). Већина ораганизација је придруживих, тако да играч има могућност да постане члан. 

## Организације уMorrowind-у
У Моровинду, пошто су се организације показале као веома успешне у претходном делу, је уведен већи број организација. У главнома заплету играч мора да се придружи Мачевима (енгл. Blades), цареви телохранитељи и шпијуни, као и Ашлендерима (енгл. Ashlanders), номадско-племенско група моровиндских домородаца, да би завршио игрицу. Организације се могу поделити на стране, недомаће понајвише оне које су дошле из Сиродила, и домаће, оне које потилу из Моровинда.

#### Велике куће
Велике куће (енгл. Great Houses) су велике установе које потичу од античких Дунмерових кланова и племена али сада функционишу мање-више као политичке партије. Куће Телевани, Хлалу и Редоран имају могућност придруживања. По правилу играч се може присружити само једној великој кући.
Кућа Телевани (енгл. House Telvanni) је кућа са изолационом политиком, чији врх сачињавају антични, усамљени и егоцентрични чаробњаци који најчешће не гледају даље од свог носа и релативно се не баве политиком.
Кућа Хлалу (енгл. House Hlaalu) је модерна кућа која у доба дешавања у игри је и доминантна кућа. Кућа се, за разлику од других, прилагодила Царству из Сиродила и то искористила за своју финансијску добит. 
Кућа Редоран (енгл. House Redoran) највише цени част, лојалност и побожност. Важи за конзервативнију кућу бораца.
У игри се не појављују, али спомињу, кућа Индорил (енгл. House Indoril), која је сачињавала елиту пре него што јих је заменила Хлалу, и кућа Дрес (енгл. House Dres). Обе куће воде конзервативну политику. 
Постоји такође шеста, изгубљена, кућа Дагот (енгл. House Dagoth) која је и главни антагониста.